# Viriato Bandeira Duarte

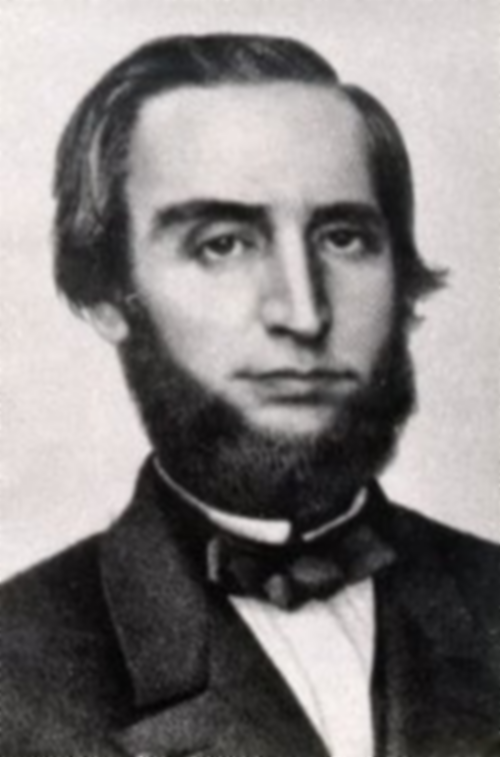
Viriato Bandeira Duarte.

Viriato Bandeira Duarte (21 de julho de 1819 — 3 de dezembro de 1893) foi magistrado e parlamentar brasileiro. Foi ministro do Supremo Tribunal de Justiça, órgão máximo do Poder Judiciário no Brasil Império, entre 1886 e 1891.

## Biografia
Nasceu em São Luís do Maranhão, filho do conselheiro Francisco de Paula Pereira Duarte e de Carlota Joaquina Leitão Bandeira, através de quem descendia da família Belfort, de grande influência naquela província, cujo patriarca, o mestre de campo Lancelot "Lourenço" Belfort, foi um nobre irlandês que emigrara para o Maranhão em sua juventude. Viriato era seu trineto. Era sua irmã Augusta Carlota Bandeira Duarte (1820 - 1868), que, por seu casamento com Antônio Raimundo Teixeira Vieira Belfort, foi baronesa de Gurupi e viscondessa de Belfort.
Formou-se em Direito pela Faculdade de Olinda, em 1840. Dois anos depois, foi nomeado para seu primeiro cargo de magistrado: o de juiz municipal da primeira vara de São Luís e seu termo, por decreto de 25 de maio de 1842. Após sete anos, por dec. de 16 de abril de 1849, foi removido para a comarca de Cuiabá, Mato Grosso, onde assumiu igualmente o cargo público de chefe de polícia da província. Todavia, pouco mais de um ano depois, foi removido para as comarcas de Cametá, Pará (dec. 10 de julho de 1850); Itapecuru, Maranhão (dec. 19 de janeiro de 1852); e para a primeira Vara do Crime de São Luís (dec. 22 de novembro de 1855), na qual permaneceu por nove anos. Iniciara sua carreira política em 1853, elegendo-se deputado à Assembleia Geral pela província do Mato Grosso, para a nona legislatura. Elegeu-se novamente nas três legislaturas seguintes por sua província natal.
Em 12 de maio de 1864, foi nomeado auditor-geral da Marinha. A Auditoria Geral da Marinha fora criada com a lei Eusébio de Queirós, em setembro de 1850, com o objetivo de julgar os casos de contrabando de africanos introduzidos no Brasil.
Por decreto de 24 de julho de 1872, foi nomeado desembargador da Relação do Maranhão, sendo removido para a recém-criada Relação de Ouro Preto, em decreto de 6 de novembro de 1873. Tornou-se presidente da mesma em 2 de janeiro de 1875. Dois anos depois, foi removido para a Relação da Corte.
Foi nomeado ministro-adjunto do Conselho Supremo Militar de Justiça, em 5 de abril de 1880, em substituição a José Batista de Lisboa. Em decreto de 4 de dezembro de 1886, foi nomeado ministro do Supremo Tribunal de Justiça na vaga ocorrida com a aposentadoria concedida a Manuel de Jesus Valdetaro; tomou posse em 6 do referido mês. Foi, no entanto, aposentado compulsoriamente, em 21 de março de 1891,  por não haver sido aproveitado na nova organização judiciária do governo republicano.
Faleceu dois anos depois, aos 74 anos de idade, no Rio de Janeiro. Seu corpo foi sepultado no Cemitério do Catumbi. Fora casado duas vezes. A primeira, em 8 de junho de 1841, em São Luís, com sua parenta Rosa de Viterbo Gomes da Silva Belfort, filha do Barão de Coroatá, falecida em 10 de outubro de 1858; e a segunda, em 17 de setembro de 1859, com Mariana Fortunata da Silva Maia, viúva de Manuel Félix Pereira Júnior, e filha de José Antonio da Silva Maia. Deixou descendência de ambos matrimônios, oito filhos do primeiro e uma do segundo.

## O afastamento do cargo de Chefe de Polícia de Mato Grosso
O presidente da província João José da Costa Pimentel acumulou queixas contra o Chefe de Polícia, e acabou por suspendê-lo das funções, o mandando transferir suas obrigações e o arquivo da Secretaria de Polícia ao juiz de Cuiabá . A suspensão de Viriato Bandeira de Melo precisaria ser confirmada pelo governo imperial no Rio de Janeiro, e a Corte acabaria por exonerá-lo do cargo de Chefe de Polícia de Mato Grosso e o removendo para o Maranhão.
A primeira queixa dizia que os presos Antônio Rodrigues da Rosa e Francisco Pereira de Moraes Jardim não tinham sido denunciados à Justiça, e que sequer haveria processo judicial formalizado contra eles. O Chefe de Polícia negou, e disse que havia apresentado seus processos ao juiz quinze dias após suas prisões.
O caso de Antônio Rodrigues da Rosa, segundo a polícia, se tratava do furto de um escravo chamado Benedicto,de propriedade de Antônio José da Rosa, porque o escravo fora doado para a filha, casada com Antônio José, e como o sogro Antônio Rodrigues estivesse bêbado ao fazer a doação, acabaria temendo prejudicar os outros filhos herdeiros, e então furtou e escondeu o escravo no seu sítio, que depois seria recuperado em diligência policial.
O caso de Francisco Pereira de Moraes Jardim, preso por estelionato foi realizar contrato de locação da escrava Gertrudes Rodrigues, que na verdade tinha sido liberta pelos herdeiros da sua ex-proprietária, entretanto, o liberto Benedicto Teixeira de Carvalho a amarrou com cordas e a repassou para Francisco Jardim, que sabendo ser a mulher liberta fraudou documento a reduzindo novamente à escravidão e a alugando para Luiz Ernesto Pinto e Pedro Gomes de Mello. A própria Gertrudes denunciou o caso à polícia.
E ainda segue as queixas contra Viriato Bandeira de Melo.
O oficial de justiça dos feitos da fazenda pública Francisco Antônio Jarcem teria abandonado seu emprego e mesmo assim a tesouraria tinha ordens do Chefe de Polícia para continuar a pagá-lo, no que foi negado por Viriato Bandeira Duarte, dizendo que a última diligência do oficial de justiça ocorrera em novembro, e como não apareceu no trabalho em dezembro mandou suspender seu pagamento na tesouraria.
O Chefe de Polícia não teria atendido a ocorrência de Gaudiana Roza da Silva, em que alegava estar sendo espancada pelo marido José Delfino de Morais, com quem não morava mais junto. Segundo o Chefe de Polícia, caberia ao presidente da província assentar o marido agressor em um dos corpos militares da província.
O diretor do Trem Naval (Distrito Naval) estaria recebendo ordens diretamente do Chefe de Polícia, que negou a quebra funcional alegando que apenas recebeu como preso o marinheiro Lourenço Ferreira da Costa, que assassinou o grumete Quintino Rodrigues, na região de Albuquerque, para onde seria recambiado por ser o distrito da culpa. 
O presidente da província se queixou que o Chefe de Polícia alegando isonomia funcional e hierárquica não estaria fazendo os obrigatórios relatórios de ocorrências de segurança pública de Cuiabá, o que foi negado por Viriato Bandeira Duarte, que disse que apenas em uma semana não houve relatório porque a semana havia sido tranquila, e mesmo assim, o comandante da guarda fazia o relatório diário, porque o Chefe de Polícia tinha outras obrigações, mas, eles se reuniam uma vez por semana, e que encaminharia mensalmente o mapa consolidado ao Palácio do Governo..